# Амур Минералс
Амур Минералс, ООО — российская геологоразведочная компания. Была основана в г. Хабаровск американским геологом Томасом Боуэнсом в мае 2005 года как совместное предприятие канадской IG Copper (51 %) и американской Freeport (49 %) в форме общества с ограниченной ответственностью. В 2018 году приобретена «Русской медной компанией» (РМК). Ведёт разработку Малмыжского медного месторождения.

## История
В 2006 году «Амур Минералс» получила лицензию на пользование недрами Малмыжского рудного поля с целью геологического изучения, разведки и добычи рудного золота и сопутствующих компонентов. Месторождение расположено на территории Нанайского и Амурского районов Хабаровского края на правобережье реки Амур в 274 км от Хабаровска и в 125 км от Комсомольска-на-Амуре. В 2007—2009 годах на месторождении была выявлена крупная золото-медная система. В 2010 году компания также получила лицензию на аналогичные работы на участке Северный Малмыж.
В 2015 году Роснедра утвердили балансовые запасы категорий С1 + С2, которые составили 1,261 млрд тонн руды, 5,156 млн тонн меди при среднем содержание 0,41 % и 278,1 тонн золота при среднем содержании 0,21 г/т. По количеству запасов месторождение признано участком недр федерального значения.
В июле 2016 года распоряжением Правительства РФ «Амур Минералс» предоставлено разрешение на проведение разведки и добычи рудного золота и меди на данном объекте.
В 2018 году владельцем «Амур Минералс» стала «Русская медная компания» (путем выкупа ее у акционеров США и Канады).

## Реализация проекта
Для освоения Малмыжского месторождения меди «Амур Минералс» планирует запустить горно-обогатительный комбинат мощностью переработки 104 млн тонн руды в год.
В феврале 2019 года на площадке Российского инвестиционного форума в Сочи был подписан ряд соглашений о сотрудничестве в рамках реализации проекта освоения Малмыжского месторождения: с правительством Хабаровского края, с Агентством Дальнего Востока по привлечению инвестиций и поддержке экспорта и с ФСК ЕЭС.
В сентябре 2019 года в рамках Восточного экономического форума во Владивостоке были подписаны соглашения с Фондом развития Дальнего Востока о выдаче льготного долгосрочного займа в 7 млрд рублей на строительство горно-обогатительного комбината на Малмыжском медном месторождении. Также было подписано соглашение с АО «Газпромбанк», ПАО «Сбербанк» и государственной корпорацией развития ВЭБ.РФ о намерении предоставить компании синдицированный кредит при участии мер государственной поддержки в рамках правительственной программы «Фабрика проектного финансирования».
По состоянию на конец 2021 года ведется строительство основных объектов горнотранспортной части и обогатительной фабрики, а также строится инженерная инфраструктура и сопутствующие объекты социальной сферы — общежития, бытовой корпус и физкультурно-оздоровительный комплекс. Для строительства ГОКа было привлечено 35 подрядных организаций из Хабаровского края. В строительстве всего участвуют 1 330 человек, среди которых сотрудники «Амур Минералс» и подрядных организаций.